# 根來組
根來組（ねごろぐみ）為江户幕府百人組的一組。其他為伊賀組、甲賀組與二十五騎組。

## 概說
天正13年（1585年）紀州征伐後根來寺滅亡，根來眾頭目根來大膳逃往伊勢成為家康的屬下。
同年，隨著50人被配至成瀬正成耄下，百人組的原型隨之產生。此時的鐵砲師範為之後牛久藩主山口重政。
家康轉封關東八州後，根來組佈署於内藤新宿負責甲州路的防守。關原之戰也在成瀬正成指揮下於最前線活躍。而當成瀨正成成為尾張藩附家老移往犬山城後，成瀬氏仍在根來組保持著一定的影響力。
另外，關原之戰時根來組有擴充額外一組，由伊奈今成擔任組頭，於關原之戰後廢除。
當時鐵砲技術是一種特殊技術，也有把伊賀、甲賀、根來的鐵砲部隊稱為忍者的狀況。因此存在著不僅是鐵砲部隊，而是使用根來忍術來從事諜報活動的說法。